# Сущинский, Пётр Петрович (геолог)
Пётр Петрович Сущинский (22 июля [3 августа] 1875, Сампур, Тамбовская губерния, Российская империя — 14 декабря 1937, Ростов-на-Дону, СССР) — русский учёный-геолог и минералог, профессор, хранитель минералогического кабинета Императорского Санкт-Петербургского университета, ректор Донского политехнического института в Новочеркасске.

## Биография
Родился 22 июля (3 августа) 1875 года в селе Сампур, Тамбовская губерния, в дворянской семье. Отец, тоже Пётр Петрович, был профессором медико-хирургической академии, автор ряда серьёзных работ по фармакологии, много сделавший для санитарного просвещения и организации курортного дела в России. У его матери в Тамбовской губернии было 550 десятин земли.
В 1897 году окончил физико-математический факультет Санкт-Петербургского университета — естественное отделение. Был оставлен при кафедре геологии для приготовления к профессорскому званию; в 1898 году назначен хранителем минералогического кабинета университета.
В 1900 году был в научной командировке — в Мюнхенском университете учился у известных геологов Циттеля, Грота, Вейншенка; изучал геологию Тироля и Саксонии. В 1903 году участвовал в Конгрессе геологов в Вене. Позже он был участником международных геологических конгрессов (1910 год — Стокгольм, 1913 год — Торонто).
С 1896 года участвовал в полевых экспедициях в Европейской и Азиатской России, в Алтайском горном округе на Урале, Кавказе, в Забайкалье. 
Проводил многолетние геологические исследования в Забайкалье, выступал геологическим консультантом на добычных работах у известного промышленника Н. Поднебесных на Шерловогорском месторождении цветных камней.
В 1904—1905 годах — преподаватель геологии на металлургическом отделении Санкт-Петербургского политехнического института
В 1912 году защитил диссертацию «Материалы по изучению контактов глубинных пород с известняками в Юго-Западной Финляндии».
До 1914 года переехал в Новочеркасск, где работал в Донском политехническом институте и был директором Геологического управления Северного Кавказа
В 1917 был выбран ректором Донского политехнического института в Новочеркасске и работал в этой должности в 1917—1918, 1922—1924, 1926—1928 годах. Был директором НИИ прикладных наук при институте.
В 1927−1929 годах состоял председателем Северо-Кавказского отделения Геолкома.

### Репрессии
Был арестован в январе 1931 года вместе с группой профессоров и 20 декабря 1931 года отправлен в Архангельский пересылочный пункт через Москву (Бутырки), откуда попал в лагерь на остров Вайгач (известный как «Вайгачская экспедиция ОГПУ»). На свинцовых шахтах год засчитывался за два. Он написал монографию (оставшуюся в рукописи) по минералогии острова «Минералы острова Вайгач».
Освобождён в 1937 году, возвратился в город Новочеркасск.
Но уже 4 июля 1937 года вновь был арестован (вместе с женой) по обвинению в участии в контрреволюционной казачьей организации. Осужден 14 декабря 1937 года выездной сессией Военной Коллегии Верховного Суда СССР по статьям 58-1а, 58-7, 58-8 и 58-11 УК РСФСР к расстрелу. Приговор приведён в исполнение 14 декабря 1937 года в Ростове-на-Дону.
По заключению прокуратуры Ростовской области от 7 июня 2000 года был реабилитирован.

## Награды
- 1904 — Орден Святого Станислава 3-й степени
- 1908 — Орден Святой Анны 3-й степени.

## Труды
По сибирскому региону:
- Сущинский П. П. Очерк месторождений вольфрамовых и оловянных руд России. Петроград, 1915.
- Сущинский П. П. Предварительный отчет о поездках в Южное Забайкалье для изучения месторождений цветных камней и вольфрамита, 1915.
- О ходе работ по исследованию месторождений цветных камней на Шерловой Горе и месторождения Хара-Нор в Забайкалье. Петроград, Геологический вестник № 3, 1916.
- Сущинский П. П. Очерк месторождений цветных камней Юго-Восточного Забайкалья. Москва, 1925.